# Pterophorus uzungwe
Pterophorus uzungwe is een vlinder uit de familie vedermotten (Pterophoridae). De wetenschappelijke naam van deze soort is voor het eerst geldig gepubliceerd in 1991 door Gielis.
De soort komt voor in het Afrotropisch gebied.